# وعلان هوكي
وعلان هوكي (الاسم العلمي:Commelina hockii) هو نوع من النباتات يتبع جنس الوعلان من الفصيلة الوعلانية.